# Феррег
Государство Феррег появилось в 540 году в результате её отделения от Эргинга. Её владения находились между реками Уай и Северн. Первым правителем Феррега стал Карадок, сын Гургана Великого, короля Эргинга. Потомки Карадока продолжали править в Ферреге до начала XI века. За это время, Феррег, на некоторое время, смог установить контроль над княжеством Элвайл.
В «Анналах Камбрии» сообщается, что около 649 года произошла резня в Гвенте. В 650 году произошло сражение при Бедфорде на Эйвоне, в которой саксы одержали победу над валлийцами.Считается, что битва произошла между Уэссекском с одной стороны, которые одержали победу, и Гвентом и их союзниками, с другой стороны. 
В начале X века правителем был Хид Хуган. Он известен тем, что на него напала Этельфледа, дочь Альфреда Великого. Он бежал в Дерби, но умер там в битве около 914 года, когда Этельфледа преследовала его.
Поздний правитель Феррега, Мэнирх женился на Элиноре, дочери Эйниона, сына Селива сына Грифида, правителя Брихейниога, что позволило в дальнейшем его сыну, Бледдину, стать правителем Брихейниога. По другой версии, Мэнирх, был сыном Дрифина, который потомок Науфеда Старого, сына Райна ап Кадугана.

## Правители Эргинга
в скобках годы рождения
- Карадок
- Каурдав (495)
- Кау ап Каурдав (535)[7]
- Глоуи ап Кау (575)[8]
- Хоуи ап Глоуи (605)[9]
- Кинварх ап Хоуи (640)[10]
- Кейндег ап Кинварх (670)[11]
- Татал ап Кейндег[12]
- Тейтвалх ап Кейндег (705) или Тейтвалх ап Татал[13]
- Тегид ап Тейтвалх (740)[14]
- Тангуит ап Тегид (775)[15]
- Анарауд ап Тангуит (805) или Анарауд ап Тегид [16]
- Гуэнти ап Анарауд (840)
- Гвэнон ап Гуэнти (870)
- Хид Хуган ап Гуэнти (род.875-ум.914)
- Гвинги ап Хид Хуган (910)
- Хуган ап Гвинги (945)
- Дрифин ап Хуган (975) или Трифин[17]
- Мэнирх ап Дрифин (998/1010)